# ALS2CR8
La proteína del gen candidato 8 de la región cromosómica de la esclerosis lateral amiotrófica 2 también conocida como factor de respuesta al calcio (CaRF) es una proteína que en humanos está codificada por el gen ALS2CR8. 
La desactivación del gen Carf (Als2cr8) en ratones da como resultado déficits asociados al aprendizaje. Además, se ha demostrado que Carf funciona como un factor de transcripción que regula la expresión de BDNF.